# Ţāq-e Pol
Ţāq-e Pol (persiska: طاق پل) är en ort i Iran.   Den ligger i provinsen Lorestan, i den västra delen av landet, 400 km sydväst om huvudstaden Teheran. Ţāq-e Pol ligger 1 101 meter över havet och antalet invånare är 217.
Terrängen runt Ţāq-e Pol är lite bergig.Runt Ţāq-e Pol är det ganska glesbefolkat, med 28 invånare per kvadratkilometer. Närmaste större samhälle är Cham-e Dīvān, 11,8 km norr om Ţāq-e Pol. Omgivningarna runt Ţāq-e Pol är i huvudsak ett öppet busklandskap.